# احتكاك ديناميكي

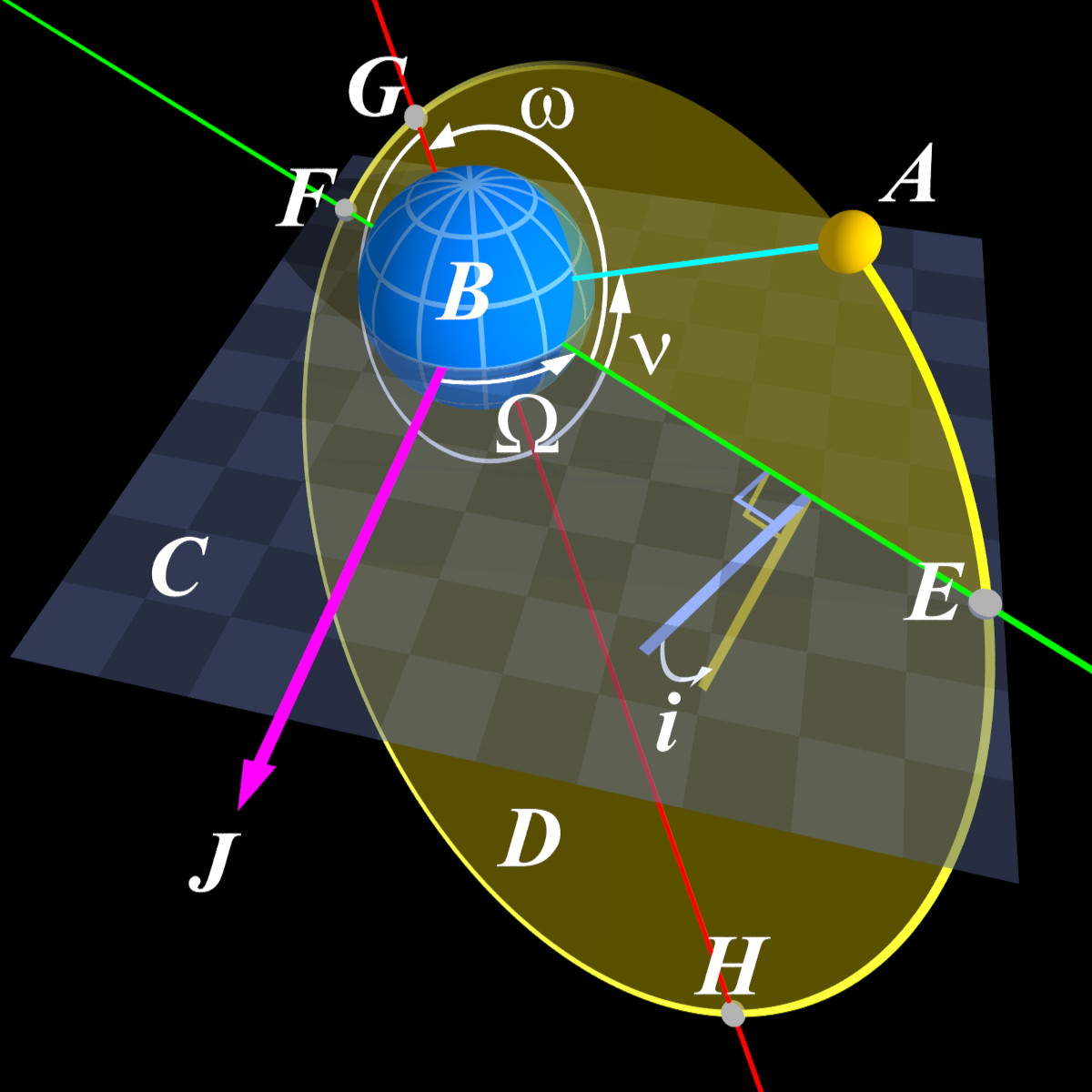

في فيزياء الفلك،الاحتكاك الديناميكي (يُعرف أيضاً بـ: السحب بتأثير الثقالة أو احتكاك تشاندراسخار) عبارة عن فقدان في زخم الحركة والطاقة الحركية للأجسام المتحركة يحدث خلال تفاعلات ثقالية مع المادة المحيطة في الفضاء. وقد طُرحت لأول مرة من قبل سابرامانين تشاندراسخار في عام 1943.

## أساس الفكرة
يمكن التقاط حدس لهذا التأثير عن طريق التفكير بشيء هائل الضخامة يتحرك خلال سحابة تتكون من اجسام أصغر وأخف وزنًا، نعلم أن تأثير الجاذبية يجعل الأجسام الخفيفة تتسارع ويجعلها تكتسب زخماً حركياً وطاقة حركية (انظر مساعدة الجاذبية ). وباستخدام قانون حفظ الطاقة والزخم الحركي يمكننا أن نستنتج التالي: الأجسام الأثقل سوف تتباطأ بقدر لتقوم بالتعويض عن الكمية التي فقدتها من الطاقة الحركية وزخم الحركة من أجل الجسم الأخف المعتبر وهذا التأثير يدعى بـ الاحتكاك الديناميكي.
ويمكننا التفكير بطريقة مماثلة عن هذه العملية بأن أي جسم كبير يتحرك ضمن الأجسام الصغيرة يكون تأثيره الثقالي قادر على سحب الأجسام الأصغر نحوه. وبعدها يظهر لنا وجود تجمّع من الأجسام الأصغر خلف الجسم الأكبر أثناء حركته. هذا التجمع المكون من الأجسام الصغيرة يُطبق محصلة ثقالية تؤثر على الجسم الأكبر مما يُسبب بإبطائه.
بالطبع، هذه الآلية تعمل بشكل مماثل مهما كانت كتل الأجسام المحتكة ومهما كانت السرعات النسبية بينهم. على أية حال، إن أغلب النتائج المتوقعة لجسم يتحرك خلال سحابة هي فقدان كمية من زخم الحركة والطاقة الحركية كما ذكرنا بالأعلى هي حالة خاصة حيث أن بالحالة العامة إما أن تكون فقدان أو كسبان للزخم والطاقة الحركية. حيث عندما يكتسب الجسم زخم وطاقة حركية تسمى الظاهرة بـمساعدة الجاذبية  هذه الآلية نفسها تُستخدم أحياناً للمسبار الفضائي الذي يسافر ضمن الكواكب ليكتسب دفعة من السرعة عندما اقترابه من أي كوكب.

## معادلة تشاندراسخار للاحتكاك الديناميكي
معادلة تشاندراسخار الكاملة للاحتكاك الديناميكي عند التغير في سرعة الجسم يتضمن تكاملاً على مجال كثافة فضاء الطور لحقل المادة.
يمكن استخدام طريقة شائعة أخرى في حالة خاصة عندما يكون هنالك كثافة متجانسة في مجال المادة، مع جسسمات مادة أخف بشكل كبير من الجسيم الأكبر الرئيسي وباستخدام «توزيع ماكسويل-بولتزمان» لسرعة جسيمات المادة. في هذه الحالة تكون قوة الاحتكاك الديناميكي كالتالي:
{\displaystyle {\textbf {f}}_{dyn}=M{\frac {d{\textbf {v}}_{M}}{dt}}=-{\frac {4\pi {\mbox{Ln}}(\Lambda )G^{2}M^{2}\rho }{v_{M}^{3}}}\left[{\mbox{erf}}(X)-{\frac {2X}{\sqrt {\pi }}}e^{-X^{2}}\right]{\textbf {v}}_{M}}
بحيث:
- G هو ثابت الجاذبية
- M هو الكتلة المعتبرة
- {\displaystyle {v_{M}}} هو سرعة الجسم المعتبر
- {\displaystyle X=v_{M}/({\sqrt {2}}\sigma )} هو نسبة سرعة الجسم المعتبر إلى السرعة الظاهرية لـ «توزيع ماكسويل-بولتزمان» ({\displaystyle \sigma } هي سرعة التَوزع)
- {\displaystyle {\mbox{erf}}} هو «دالة الخطأ» التي تنتج عن تكامل التَوزع العادي.
- {\displaystyle \rho } هو كثافة مجال المادة.
- {\displaystyle {\mbox{Ln}}(\Lambda )} هو «لوغاريتم كولومب»

وبشكل عام، المعادلة المبسطة لقوة الاحتكاك الديناميكي {\displaystyle {\textbf {f}}_{dyn}} لديها الشكل التالي:
{\displaystyle f_{dyn}\approx C{\frac {G^{2}M^{2}\rho }{v_{M}^{2}}}}
حيث العامل العددي اللابعدي {\displaystyle C}  يعتمد على أن كيف {\displaystyle v_{M}}  تقارن بسرعة التوزع للمادة المحيطة 

## كثافة الوسط المحيط
كلما كانت كثافة الوسط المحيط أكبر كلما كانت قوة الاحتكاك الديناميكي أكبر، وبالمثل: القوة تتناسب طرداً من مربع كتلة الجسم. التفسير الأول لذلك نستنتجه من قوة التجاذب التي تحدث بين الجسم والـ «اليقظة». التفسير الثاني هو: أنه كلما كان الجسم أضخم كلما جُذبت مادة أكبر إلى اليقظة. 
القوة أيضًا تتناسب طردًا مع مقلوب مربع السرعة. هذا يعني أن معدل الاحتكاك المسبب للطاقة المفقودة يهبط بسرعة بسرعة في حال السرعات الكبيرة. إن الاحتكاك الديناميكي غير مهم للأجسام التي تتحرك بشكل أكثر نسبيةً بحيث كلما كان الجسم يتحرك أسرع في الوسط كلما كان هنالك وقت أقل ليشكل ورائه - كما ذكرنا - يقظة.

## تطبيقات
الاحتكاك الديناميكي هو مهم جداً وبشكل خاص لتشكل الأنظمة الكوكبية ولحدوث تفاعلات بين المجرات.

### الكواكب الأولية
يُسبب الاحتكاك الديناميكي بين الكوكب الأولي والقرص الكوكبي الأولي انتقال الطاقة من الكوكب الأولي إلى القرص، ويحدث ذلك أثناء تشّكل الأنظمة الكوكبية.

### المجرات
تتفاعل المجرات فيما بينها عن طريق التصادم، يجعل الاحتكاك الديناميكي- بين النجوم - المادة تذهب باتجاه مركز المجرة ويجعل المدارات حول النجوم عشوائية. هذه العملية تدعى بـ التمدد العنيف وبإمكانها أن تجعل مجرتان حلزونيتان مجرة إهليلجية واحدة أكبر.

### العناقيد المجرية
يُفسر تأثير الاحتكاك الديناميكي لماذا المجرات الأكثر لمعاناً (الأضخم) غالباُ تتواجد قريبة من مركز العنقود المجري. هذا التأثير الذي يسببه اصطدام جسمين يُبطئ المجرة ويكون تأثير السَحب أعظم كلما كانت كتلة المجرة أكبر. عندما تفقد المجرة طاقتها الحركية تبدأ بالتحرك باتجاه مركز العنقود.

### الفوتونات
اقتراح فريتز زفيكي عام 1929 إمكانية استخدام السحب بتأثير الجاذبية على الفوتونات لتفسير الانزياح الأحمر عند قياس أطياف المجرات باعتباره شكلاً من أشكال الضوء المرهق. لكن تحليله يحوي خطأً رياضياً، كما يجب أن يكون حسابه التقديري لقيمة تأثير الجاذبية مساوياً تماماً للصفر، وذلك وفقاً لما أوضحه آرثر ستانلي إدنغتون في العام ذاته. اعترف زفيكي بالخطأ ، وأمل أن تُظهر الحسابات الصحيحة هذا التأثير.
واليوم، يُهمل أثر الاحتكاك الديناميكي على الفوتونات والجزئيات الأخرى التي تتحرك بسرعات نسبية، حيث تتكافأ قيمة السحب عكسياً مع مربع السرعة. كما أصبح التفسير التقليدي للانزياح الأحمر مفهوماً، وذلك باعتباره ناتجاً عن تمدد الكون.